# ریچارد بورگی
ریچارد بورگی (انگلیسی: Richard Burgi؛ زادهٔ ۳۰ ژوئیهٔ ۱۹۵۸) یک هنرپیشه اهل ایالات متحده آمریکا است.

## گزیده فیلمشناسی
از فیلم‌ها یا برنامه‌های تلویزیونی که وی در آن نقش داشته‌است می‌توان به آثار زیر اشاره کرد.
- طعمه (فیلم ۲۰۰۴) (۲۰۰۴)
- موبایل (فیلم ۲۰۰۴) (۲۰۰۴)
- در موقعیت او (فیلم) (۲۰۰۵)
- شوخی با دیک و جین (۲۰۰۵)
- کلبه کریسمس (۲۰۰۸)
- مسافرخانه (فیلم ۲۰۰۷) (۲۰۰۷)
- جمعه سیزدهم (فیلم ۲۰۰۹) (۲۰۰۹)
- فلش (مجموعه تلویزیونی ۱۹۹۰) (۱۹۹۰)
- روزهای زندگی ما (۱۹۹۲–۹۳)
- ساینفلد (۱۹۹۴)
- ۲۴ (مجموعه تلویزیونی) (۲۰۰۱–۰۲)
- قاضی ایمی (۲۰۰۲–۰۳)
- فایرفلای (مجموعه تلویزیونی) (۲۰۰۲)
- سی‌اس‌آی (۲۰۰۲)
- کدبانوهای وامانده (۲۰۰۴–۱۲)
- جراحی پلاستیک (مجموعه تلویزیونی) (۲۰۰۹)
- جزیره هارپر (۲۰۰۹)
- ان‌سی‌آی‌اس (۲۰۱۰)
- به من دروغ بگو (۲۰۱۰)
- پادشاهان فرار (۲۰۱۱)
- کسل (مجموعه تلویزیونی) (۲۰۱۱)
- چاک (مجموعه تلویزیونی) (۲۰۱۱)
- سی‌اس‌آی: میامی (۲۰۱۲)
- مهره سوخته (۲۰۱۲)
- خدمتکاران حیله‌گر (۲۰۱۳)
- هاوایی فایو-زیرو (۲۰۱۴)